# Бауманис, Вальдемар
Вальдема́р Ба́уманис (латыш. Valdemārs Baumanis; 19 апреля 1905, Либава — 24 апреля 1992, Чикаго) — латвийский баскетболист, баскетбольный и футбольный тренер. Возглавлял баскетбольную сборную Латвии, победившую на первом в истории чемпионате Европы в 1935 году.
Наиболее знаменитый этап в жизни Бауманиса, связанный с чемпионатом Европы по баскетболу 1935 года, отражен в продюсированном Андреем Экисом фильме «Команда мечты 1935» (Sapņu komanda, 2012, премьера английской версии фильма 2 мая 2013 года).

## Карьера

### Игрок
Начал играть в баскетбол в средней школе № 4 Риги в 1922 году. С 1923 года играл за команду ЯСК (латвийский филиал ИМКА), стал в составе команды серебряным призёром первого чемпионата Латвии в 1924 году. Позднее дважды выигрывал национальный чемпионат.
29 апреля 1924 года дебютировал в сборной Латвии в её первой в истории товарищеской игре (с высокой вероятностью можно утверждать, что эта игра стала вообще первой международной в Европе) против сборной Эстонии (20:16 в пользу Латвии). Всего за национальную команду сыграл 6 матчей.

### Тренер
Рано завершив игровую карьеру, стал тренером. С 1931 года возглавлял АСК, трижды выигрывал с командой чемпионат Латвии.
В 1934 году начал готовить сборную Латвии к первому чемпионату Европы. Одержав в Женеве три победы в трёх матчах, латвийцы стали первыми в истории чемпионами Европы. На чемпионате Европы 1939 года Бауманис привёл сборную Латвии к серебряным медалям. На чемпионате Европы 1937 года не работал со сборной, но обслуживал матчи турнира в качестве арбитра.
В 1941 году с командой Риги занял третье место на чемпионате городов в Ленинграде. В 1942—1943 годах тренировал также и футбольную команду АСК, дважды выиграл с ней чемпионат Латвии.
Во время Второй мировой войны Бауманис (бывший офицер латвийской армии) занимался снабжением Латышского добровольческого легиона СС. После окончания войны оказался в лагере беженцев в Любеке, где стал тренером латышской команды «Рига». С 1948 по 1950 год работал во Франции, с клубом «Лорьян».
С 1994 года лучшему молодому баскетболисту Латвии вручается Кубок Вальдемара Бауманиса.